# Würflach
Würflach è un comune austriaco di 1 582 abitanti nel distretto di Neunkirchen, in Bassa Austria. Il 1º gennaio 1968 ha inglobato il comune soppresso di Hettmannsdorf.